# Max Schreck
Friedrich Gustav Max Schreck (Berlino-Friedenau, 6 settembre 1879 – Monaco di Baviera, 20 febbraio 1936) è stato un attore tedesco, divenuto celebre quando Friedrich Wilhelm Murnau lo scelse per interpretare il ruolo del Conte Orlok nel suo capolavoro Nosferatu il vampiro (1922).

## Biografia
Terminata la formazione artistica presso il Berliner Staatstheater, fece una tournée di due anni lavorando, tra gli altri, a Zittau, Erfurt, Brema, Lucerna, Gera e Francoforte sul Meno. Nel 1910 si sposò con l'attrice Franziska Ott, che da quel momento assunse il nome d'arte di Fanny Schreck.
Dal 1919 al 1922 Schreck lavorò presso la Münchner Kammerspiele. Nel 1922 fu ingaggiato dalla Prana Film per l'unica produzione di questa società, Nosferatu il vampiro, in cui interpretava il vampiro Conte Orlok. Questo film di Friedrich Wilhelm Murnau gli diede visibilità su scala mondiale.
Nel 1923 Schreck recitò nel dramma sociale La strada di Karl Grune, mentre nel 1925 ricevette ottime critiche per il ruolo del farmacista in Krieg im Frieden di Carl Boese. Nel 1927 lavorò nuovamente con Grune nel film pacifista Am Rande der Welt.
Dopodiché tornò alla Kammerspiele di Monaco, lavorando sia in teatro che in altri film muti insieme a Max Ophüls, Bertolt Brecht e Karl Valentin. Complessivamente partecipò a oltre quaranta film nei ruoli più variegati (tra questi in Ritter der Nacht del 1928). Nel 1934 doppiò l'abate Faria nella versione tedesca di Rowland V. Lee de Il conte di Montecristo. Per tutto il mese di febbraio 1933 recitò nello spettacolo di cabaret di Erika Mann Die Pfeffermühle presso la Münchner Bonbonniere. Recitava nel secondo programma di questo spettacolo antifascista dal titolo Der Koch.
Schreck morì improvvisamente all'età di 56 anni dopo aver recitato in teatro nei panni del grande inquisitore nel Don Carlos. Il 14 marzo 1936 fu sepolto al cimitero Wilmersdorfer Waldfriedhof di Güterfelde, presso Berlino (fossa U-UR 670). Nel 2011 venne realizzata una nuova lapide.

## Leggende
Intorno alla figura del Conte Orlok (il nome fu cambiato da Dracula a Orlok per problemi di copyright), interpretato da Schreck nel film Nosferatu aleggiano alcune leggende; all'epoca secondo alcuni sotto il trucco mostruoso del conte Orlok non si celerebbe Schreck, ma lo stesso Murnau, irriconoscibile. Altri sostengono invece che Murnau si sia recato nei Carpazi per cercare un vero vampiro. Le strane leggende sono state alimentate nel tempo anche a causa della curiosa coincidenza legata al significato del nome Max Schreck, che in tedesco suona come "Massimo Spavento".
In realtà, benché la coincidenza del nome sia curiosa (e sia stata peraltro sfruttata dallo stesso Murnau), l'ipotesi dello Schreck attore è confermata dagli annali di teatro, dove tra i protagonisti minori vi sono citazioni riguardanti un tale Max Schreck.
Alla storia della lavorazione del film è dedicata una pellicola del 2000 del regista E. Elias Merhige, dal titolo L'ombra del vampiro, nella quale Murnau è interpretato da John Malkovich e Schreck da Willem Dafoe. Nella versione fornita dal film, si cavalca l'ipotesi, frutto di fantasia, che Max Schreck fosse un vero e proprio vampiro e non un attore teatrale.

## Filmografia

### Attore
- Der Richter von Zalamea, regia di Ludwig Berger (1920)
- Am Narrenseil, 1. Teil - Schreckenstage der Finanzkreise (1920)
- Der Zeugende Tod (1921)
- Der Roman der Christine von Herre (1921)
- Der Verfluchte (1921)
- Pique Ass (1922)
- Nathan der Weise, regia di Manfred Noa (1922)
- Der Favorit der Königin (1922)
- Nosferatu il vampiro (Nosferatu, eine Symphonie des Grauens), regia di Friedrich Wilhelm Murnau (1922)
- Mysterien eines Frisiersalons (1923)
- Der Kaufmann von Venedig, regia di Peter Paul Felner (1923)
- Die Straße, regia di Karl Grune (1923)
- Finanze del granduca (Die Finanzen des Großherzogs), regia di Friedrich Wilhelm Murnau (1924)
- Dudu, ein Menschenschicksal (1924)
- Krieg im Frieden (1925)
- Die gefundene Braut, regia di Rochus Gliese (1925)
- Der rosa Diamant, regia di Rochus Gliese (1926)
- Der Sohn der Hagar (1927)
- Am Rande der Welt (1927)
- Ramper, der Tiermensch (1927)
- Volga Volga (Wolga Wolga) (1928)
- Doña Juana (1928)
- Der alte Fritz - 2. Ausklang, regia di Gerhard Lamprecht (1928)
- Luther (1928)
- Scampolo, regia di Augusto Genina (1928)
- Rasputins Liebesabenteuer (1928)
- Die Republik der Backfische (1928)
- Ritter der Nacht (1928)
- Moderne Piraten (1928)
- Serenissimus und die letzte Jungfrau (1928)
- Der Kampf der Tertia, regia di Max Mack (1929)
- Das Land des Lächelns, regia di Max Reichmann (1930)
- Ludwig der Zweite, König von Bayern, regia di Wilhelm Dieterle (1930)
- Im Banne der Berge (1930)
- Nacht der Versuchung, regia di Léo Lasko e Robert Wohlmuth (1932)
- Ein Mann mit Herz (1932)
- Peter Voß, der Millionendieb (1932)
- La sposa venduta (Die verkaufte Braut), regia di Max Ophüls (1932)
- Fürst Seppl, regia di Franz Osten (1932)
- Muß man sich gleich scheiden lassen (1933)
- Eine Frau Wie Du (1933)
- Fräulein Hoffmanns Erzählungen (1933)
- Roman einer Nacht (1933)
- Il tunnel (Der Tunnel), regia di Curtis Bernhardt (1933)
- Das verliebte Hotel (1934)
- Peer Gynt, regia di Fritz Wendhausen (1934)
- Der Schlafwagenkontrolleur (1935)
- Knockout - Come divenni campione (Knockout - Ein junges Mädchen, ein junger Mann) (1935)
- Die letzten Vier Von Santa Cruz (1936)
- Donogoo Tonka (1935)

### Doppiatore
- Die zwölfte Stunde - Eine Nacht des Grauens (1930)
- Vampyr - Der Traum Des Allan Grey (1932) - accreditato come Maurice Schutz
- Die scharlachrote Blume (1934)
- Der Graf von Monte Christo (1934) - accreditato come O. P. Heggie